# Tanvir Dar
Tanvir Ahmed Dar, detto Goga (in urdu تنویر احمد ڈار‎?; Amritsar, 4 giugno 1937 – Karachi, 11 febbraio 1998), è stato un hockeista su prato pakistano.
Ha partecipato ai Giochi di Città del Messico 1968, vincendo una storica medaglia d'oro.
Ai Giochi asiatici ha vinto 1 medaglia d'oro.
Era il fratello, nipote e genero, rispettivamente degli anch'essi hockeisti su prato olimpionici Munir Ahmed Dar, Tauqeer Dar e Khawaja Zaka-ud-Din.